# Craig Wood (golfista)
Craig Ralph Wood (nascido em 18 de novembro de 1901 – 7 de maio de 1968) foi um jogador profissional estadunidense de golfe, vencedor de vinte e um torneios do PGA Tour.